# WX220J
WX220JおよびWX220J-Zは日本無線が開発製造し、ウィルコムが販売するPHS端末である。

## 概要
販売対象を法人向けに位置づけ、販売価格を抑えるため機能を最小限に絞り込み、ブラウザはc-HTMLのみ対応、カメラも搭載しないため機密情報の保持のためカメラ付き携帯を持ち込めない場所にも対応している。個人向けの販売も行っている。日本無線が販売していたAH-J3003Sの後継機に当たる。そちらと比較すると高度化PHS対応、液晶のTFT化など現在のウィルコムの水準にあわせた物となっている。イヤホンマイク端子は現在標準的に使われている平型端子ではなく丸形端子だが、外付けカメラのTrevaには対応していない。
WX220J-Zは、法人向けソリューション『W-VPN』に対応している。

## 沿革
- 2006年8月 TELECに認証
- 2007年1月 JATEの審査を通過
- 2007年1月18日 発売
- 2007年4月10日 ファームウエアVer.1.10を発表。
- 2007年6月13日 電池パックに強い衝撃を与えると発熱・膨張する不具合が発覚。対象になるのはAH-J3003S用のNBB-9310の一部とWX220J用のNBB-9320全製品。利用者全員にバッテリーを送付する[1]と発表。販売を一時停止。
- 2008年2月28日 ファームウエアVer.1.20を発表。
- 2008年3月6日 WX220J-ZのファームウエアVer.2.20を発表。
- 2009年8月31日 ファームウエアVer.1.34を発表。WX220J-ZのファームウエアVer.2.34を発表。
- 2014年10月2日 WX220J-ZのファームウエアVer.2.40を発表。